# Hengchunia digitus
Hengchunia digitus är en insektsart som beskrevs av Webb och Heller 1990. Hengchunia digitus ingår i släktet Hengchunia och familjen dvärgstritar. Inga underarter finns listade i Catalogue of Life.